# Колесников, Василий (атаман)
Василий Колесников — русский землепроходец XVII века, енисейский казачий атаман.
Начиная с 1644 года отправляется в Забайкалье «для проведывания о серебряной руде и прииску новых землиц». В 1646 году атаман Василий Колесников основал у северной оконечности Байкала Верхнеангарский острог.
В 1650—1652 был на реке Баргузин в Забайкалье, заботился о поддержании установившегося порядка и собирал сведения о крае. Погиб в стычке с бурятами.
Его именем была названа бухта на северо-западном берегу Байкала, напротив северной оконечности острова Ольхон; в бухту впадает речка, текущая по неширокой долине, именуемой Колесниковской Падью, в которой находится несколько небольших озёр, названных также Колесниковыми. Бухта ограничена с западной стороны мысом, вдающимся в озеро крутой, утесистой горой и носящей название Котельникова мыса.